# Hötorgskravallerna 1965
Hötorgskravallerna 1965 ägde rum i augusti 1965 på Hötorget i Stockholm och resulterade i att 665 personer omhändertogs av polisen. Lördagen 28 augusti 1965 samlades flera hundra mods på Hötorget för att umgås. De flesta hade tagit tunnelbanan bort från förorten och ungdomsgården till centrum. 
Under kvällen uppstod slagsmål mellan mods och raggare.
När polis kom till platsen eskalerade bråket till regelrätta kravaller med krossade skyltfönster och mindre bränder. I boken Mods kan man läsa om händelsen: "I morse såg city ut som ett slagfält. Sönderslagna fönsterrutor, omkringslängda stolar och bord, omkullvräkta och förstörda kiosker, nedtrampade planteringar, rester efter anlagd eld, omkringslängda gatstenar och flaskor och sönderslagna bilar". En polisassistent gjorde jämförelsen med Berzeliikravallerna i början på 1950-talet.
Kravallerna följde ett internationellt mönster med liknande händelser i England och Tyskland, och i Norge och Danmark inträffade samma år liknande kravaller i samband med att filmen Rock Around the Clock hade premiär.

## Efterspel
De flesta släpptes från polisstationerna efter att man antecknat deras namn. En del, som betecknades som särskilt graverande fall, fälldes senare i rättegångar. En 18-årig finländare dömdes till en månads fängelsestraff för stenkastning mot polisen.  Hötorgskravallerna blev starten för nya ungdomsrörelser som den pacifistiska och anarkistiska Provierörelsen som startades året därpå.
Hötorgskravallerna blev föremål för stort samhällsligt intresse. Massmedia skrev många artiklar om upploppen och Stockholms barnavårdsnämnd genomförde intervjuer och utredning av 460 av de ungdomar som omhändertagits i samband med kravallerna. Som ett resultat genomförde Stockholms stad flera fritidspolitiska projekt.